# Вітфілд (Пенсільванія)
Вітфілд (англ. Whitfield) — переписна місцевість (CDP) в США, в окрузі Беркс штату Пенсільванія. Населення — 4911 особа (2020).

## Географія
Вітфілд розташований за координатами 40°20′6″ пн. ш. 76°0′22″ зх. д. / 40.33500° пн. ш. 76.00611° зх. д. (40.335008, -76.006010).  За даними Бюро перепису населення США в 2010 році переписна місцевість мала площу 2,74 км², з яких 2,73 км² — суходіл та 0,00 км² — водойми.

## Демографія
Згідно з переписом 2010 року, у переписній місцевості мешкали 4733 особи в 1899 домогосподарствах у складі 1396 родин. Густота населення становила 1730 осіб/км².  Було 1934 помешкання (707/км²).
Расовий склад населення:
| - 90,0 % — білих - 3,0 % — чорних або афроамериканців - 2,9 % — азіатів - 0,3 % — корінних американців - 2,4 % — осіб інших рас |

До двох чи більше рас належало 1,4 %. Частка іспаномовних становила 5,9 % від усіх жителів.
За віковим діапазоном населення розподілялося таким чином: 19,9 % — особи молодші 18 років, 58,6 % — особи у віці 18—64 років, 21,5 % — особи у віці 65 років та старші. Медіана віку мешканця становила 47,6 року. На 100 осіб жіночої статі у переписній місцевості припадало 95,0 чоловіків;  на 100 жінок у віці від 18 років та старших — 89,0 чоловіків також старших 18 років.
Середній дохід на одне домашнє господарство  становив 90 189 доларів США (медіана — 72 064), а середній дохід на одну сім'ю — 105 914 долари (медіана — 97 757). Медіана доходів становила 55 329 доларів для чоловіків та 45 669 доларів для жінок. За межею бідності перебувало 5,4 % осіб, у тому числі 6,6 % дітей у віці до 18 років та 3,7 % осіб у віці 65 років та старших.
Цивільне працевлаштоване населення становило 2358 осіб. Основні галузі зайнятості: освіта, охорона здоров'я та соціальна допомога — 34,5 %, виробництво — 13,4 %, фінанси, страхування та нерухомість — 11,4 %.